# Saint-Maudan
 Saint-Maudan  (en bretón Sant-Maodan) es una población y comuna francesa, situada en la región de Bretaña, departamento de Côtes-d'Armor, en el distrito de Saint-Brieuc y cantón de Loudéac.

## Demografía
| 289 | 274 | 275 | 324 | 404 | 411 |
| Para los censos de 1962 a 1999 la población legal corresponde a la población sin duplicidades (Fuente: INSEE [Consultar]) |     |     |     |     |     |